# Krugzell

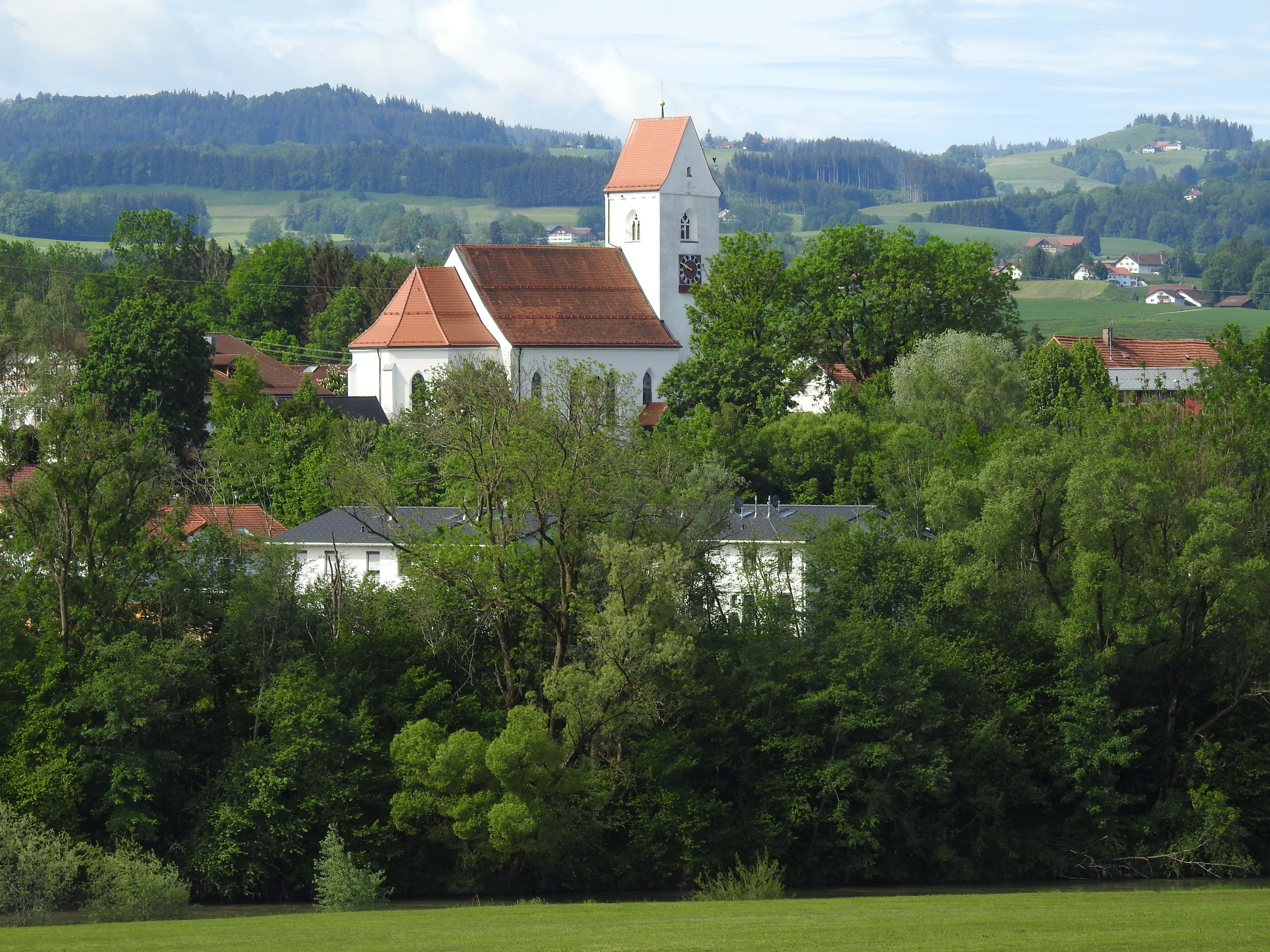
Krugzell von Nordosten

Krugzell ist der zweitgrößte Ortsteil des Marktes Altusried im bayerisch-schwäbischen Landkreis Oberallgäu.

## Lage
Das Pfarrdorf liegt im Allgäu, umgeben von Feldern und Wiesen, etwa 5 km östlich von Altusried. Die Stadt Kempten (Allgäu) ist 8 km entfernt. Zwischen Krugzell und dem benachbarten Dietmannsried fließt im Norden die Iller hindurch.
Zu Krugzell gehören folgende Dörfer bzw. Wohnplätze: Albrechten, Burg, Depsried, Frohnhofen, Frühstetten, Gries, Hiltensberg, Isel, Lochhaus, Ölstauden, Reicharten, Riedlingen, Scheiben, Schwarzenbach, Schwebelhaus, Staig, Stockers, Thurn, Vocken, Wasserschwenden, Wetzlo und Wolfen.

## Geschichte
Die erste schriftliche Erwähnung von Krugzell erfolgte 1275 als Crugescelle. Nach dem Liber Taxationis (Einkünfte von Kirchen und Benefizien des Bistums Konstanz) gab es im Jahr 1353 30 Wohnungen. König Sigismus gewährte im Jahr 1430 dem Stift Kempten das niedere Gericht Krugzell. Um 1500 wurde die Vorgängerkirche der heutigen Pfarrkirche St. Michael erbaut. 1525 gab es in dem Ort 59 Hofstätten.
Im Jahr 1768 wurde der barocke Wegweiser mit der Königin Hildegard aufgestellt. 1844 wurde die Pfarrkirche teilweise abgebrochen und neu gebaut. Am Ende des Zweiten Weltkriegs wurde die Illerbrücke durch die deutsche Wehrmacht zerstört. 
Im Zuge der Gebietsreform schloss sich die ehemalige Gemeinde Krugzell mit ihren Ortsteilen 1972 dem Markt Altusried an. 2004 wurde die Umgehung der Staatsstraße St 2009 eröffnet. Diese war vorher durch den Ort verlaufen, was zu einer erheblichen Belastung der Bewohner geführt hatte.

## Wappen
Das Wappen Krugzells zeigt die Farben Rot und Blau als typisches Erkennungszeichen für ein Gebiet des Fürststifts Kempten. Auf diesem zweifarbigen Grund liegt ein Füllhorn mit drei Ähren.

## Wirtschaft
Durch die Nähe zur Autobahn A7 bildete sich westlich von Krugzell das größte Gewerbegebiet des Marktes. Unter anderem siedelte sich dort die 1593 in Kempten gegründete Druckerei Kösel an (gehört nicht mehr zum Kösel-Verlag).

## Verkehr
2,5 km nordöstlich verläuft die A 7, deren Anschlussstelle Dietmannsried (AS 132) über die Staatsstraße 2377 gut erreichbar ist. Auch die Staatsstraße 2009 führt am Ort vorbei nach Kempten bzw. Altusried.

## Sport
Robert Hartmann, Schiedsrichter der Fußball-Bundesliga, pfeift für den SV Krugzell.